# Subtiloria
Subtiloria is een geslacht van rechtvleugeligen uit de familie krekels (Gryllidae). De wetenschappelijke naam van dit geslacht is voor het eerst geldig gepubliceerd in 1999 door Gorochov.

## Soorten
Het geslacht Subtiloria omvat de volgende soorten:
- Subtiloria angusta Chopard, 1958
- Subtiloria stena Gorochov, 1999
- Subtiloria subtilis Gorochov, 1996
- Subtiloria succinea Bolívar, 1912
- Subtiloria villosa Chopard, 1967